# Bruno Hollstén
Elis Bruno Hollstén, född 23 juli 1840 i Skellefteå församling i Västerbottens län, död 3 augusti 1922 i Skeppsholms församling i Stockholms stad, var en svensk militär och brandchef.

## Biografi
Hollstén avlade sjöofficersexamen vid Krigsakademien 1862 och utnämndes samma år till sekundlöjtnant i flottan, varefter han överflyttades till skärgårdsartilleriet 1866 och befordrades till löjtnant 1968. Han erhöll avsked från lön 1872 och tilldelades kaptens namn heder och värdighet 1874. Han blev brandchef i Stockholm 1875 och medverkade i organiserandet av brandkåren både där och i flera mindre svenska städer. I Nordisk familjeboks första upplagas artikel om eldsläckning (publicerad 1899) skrevs att de "stora framsteg" som gjorts inom svenskt brandförsvar åren innan gjorts under Hollsténs ledning. Han utnämndes till major i armén 1882 och inträdde som kommendörkapten av andra graden i flottans reserv 1883.
Han var med Matilda Lagermark far till konsertsångerskan Ruth Hollstén.